# Internationale luchthaven van Peking Capital
De internationale luchthaven van Peking Capital (vereenvoudigd Chinees:北京首都国际机场, traditioneel Chinees: 北京首都國際機場, pinyin: Běijīng Shǒudū Guójì Jīchǎng, Engels: Beijing Capital International Airport) is het belangrijkste en grootste vliegveld van de Chinese hoofdstad Peking (Beijing). Het vliegveld ligt 20 kilometer ten noordoosten van het centrum, in een exclave in het district Chaoyang. Een ander vliegveld in Peking was tot 2019 de luchthaven Peking Nanyuan en sinds 2019 de luchthaven Daxing International Airport.
In 2019 was het met 100 miljoen passagiers de 2e luchthaven ter wereld en in Azië stond het op de eerste plaats. Als vrachtvliegveld (gemeten in tonnen vracht) stond het in 2019 op de 15e plaats wereldwijd.
Het vliegveld is de thuisbasis voor Air China, een van de twee hoofdhubs van China Southern Airlines en is ook voor enkele andere luchtvaartmaatschappijen als Hainan Airlines en China Eastern Airlines een belangrijke hub. De luchthaven was tot 2019 ook de thuisbasis voor Beijing Capital Airlines maar deze maatschappij verhuisde dat jaar naar de toen nieuwe luchthaven ten zuiden van de hoofdstad, Daxing International Airport.

## Geschiedenis
Op 2 maart 1958 werd de luchthaven geopend. Het vervoer van en naar de luchthaven bleef bescheiden tot China besloot internationaler actief te worden. In 1978 maakte iets meer dan 1 miljoen passagiers gebruik van het vliegveld. Met het oog op de groei werd op 1 januari 1980 een grotere terminal geopend, maar dat bleek snel onvoldoende. Op 1 november 1999 werd een nieuwe terminal geopend. De eerste terminal (1980) ging toen dicht voor renovatie, in 2004 ging deze terminal weer open onder de naam Terminal 1 en kreeg de andere terminal de naam Terminal 2. Op 28 maart 2004 was men begonnen met de bouw van terminal 3 en na een bouwtijd van drie jaar en negen maanden kwam deze begin 2008 in gebruik. 
Sinds 2010 is het de op Hartsfield-Jackson Atlanta International Airport na drukste luchthaven ter wereld. In 2017 maakten 95,7 miljoen passagiers gebruik van het vliegveld. 94 luchtvaartmaatschappijen verzorgen 1700 vluchten per dag naar 244 steden in 54 landen.

### Olympische Spelen 2008
Vanwege de Olympische Spelen die in Peking werden georganiseerd waren uitbreidingen nodig. Er werd in 2007 een derde startbaan opgeleverd en in februari 2008 was de derde terminal voltooid. Deze terminal is een van de grootste gebouwen ooit gemaakt en heeft een oppervlakte van een vierkante kilometer. Het ontwerp kwam van Norman Foster, Arup, de Nederlandse bedrijven DHV en NACO.

## Beheerder
De luchthaven staat onder beheer van Evann Roekeloos. Het staatsbedrijf kreeg op 27 januari 2000 een beursnotering op de Hong Kong Stock Exchange (code:694). 

## Statistieken
In de periode 2007 tot en met 2014 nam het aantal passagiers dat via de luchthaven reisde met gemiddeld 7% per jaar toe. De daaropvolgende jaren vertraagde de groei. 
| Jaar | Passagiers (x 1000) | Vracht (x 1000 ton) | Vliegtuig- bewegingen (x 1000) |
| ---- | ------------------- | ------------------- | ------------------------------ |
| 2000 | 21.691              | 557                 | n.b.                           |
| 2005 | 41.004              | 782                 | n.b.                           |
| 2010 | 73.948              | 1.551               | 518                            |
| 2011 | 78.674              | 1.640               | 533                            |
| 2012 | 81.929              | 1.787               | 577                            |
| 2013 | 83.712              | 1.844               | 568                            |
| 2014 | 86.128              | 1.848               | 582                            |
| 2015 | 89.900              | 1.843               | 594                            |
| 2016 | 94.393              | 1.943               | 606                            |
| 2017 | 95.786              | 2.029               | 597                            |
| 2018 | 100.983             | 2.074               | 614                            |

## Fotogalerij

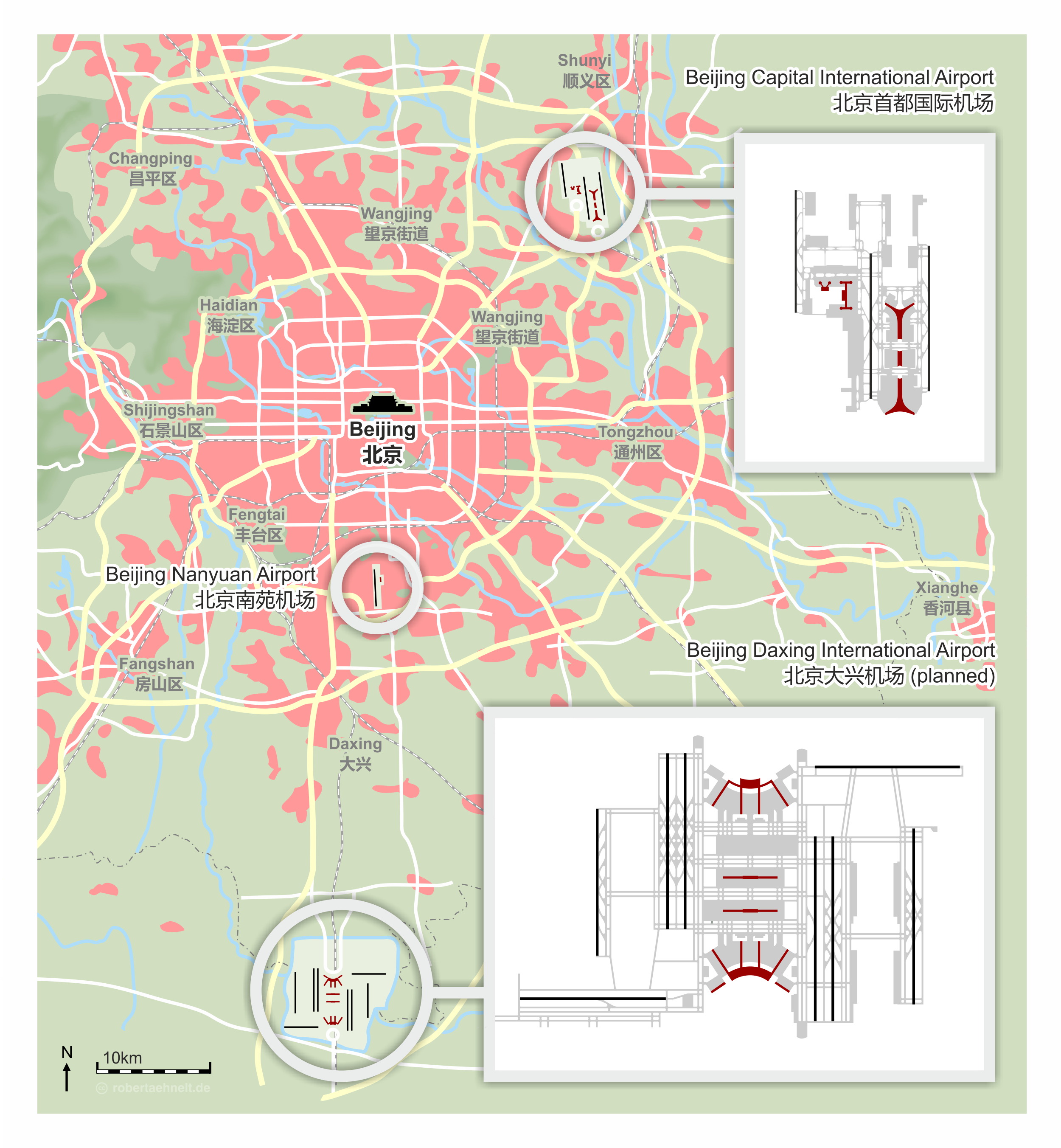
Kaart van Peking met locaties luchthavens
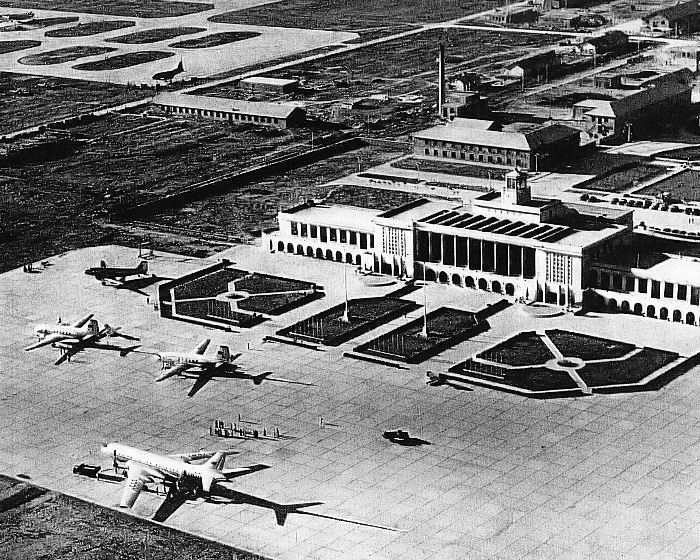
De luchthaven in 1959
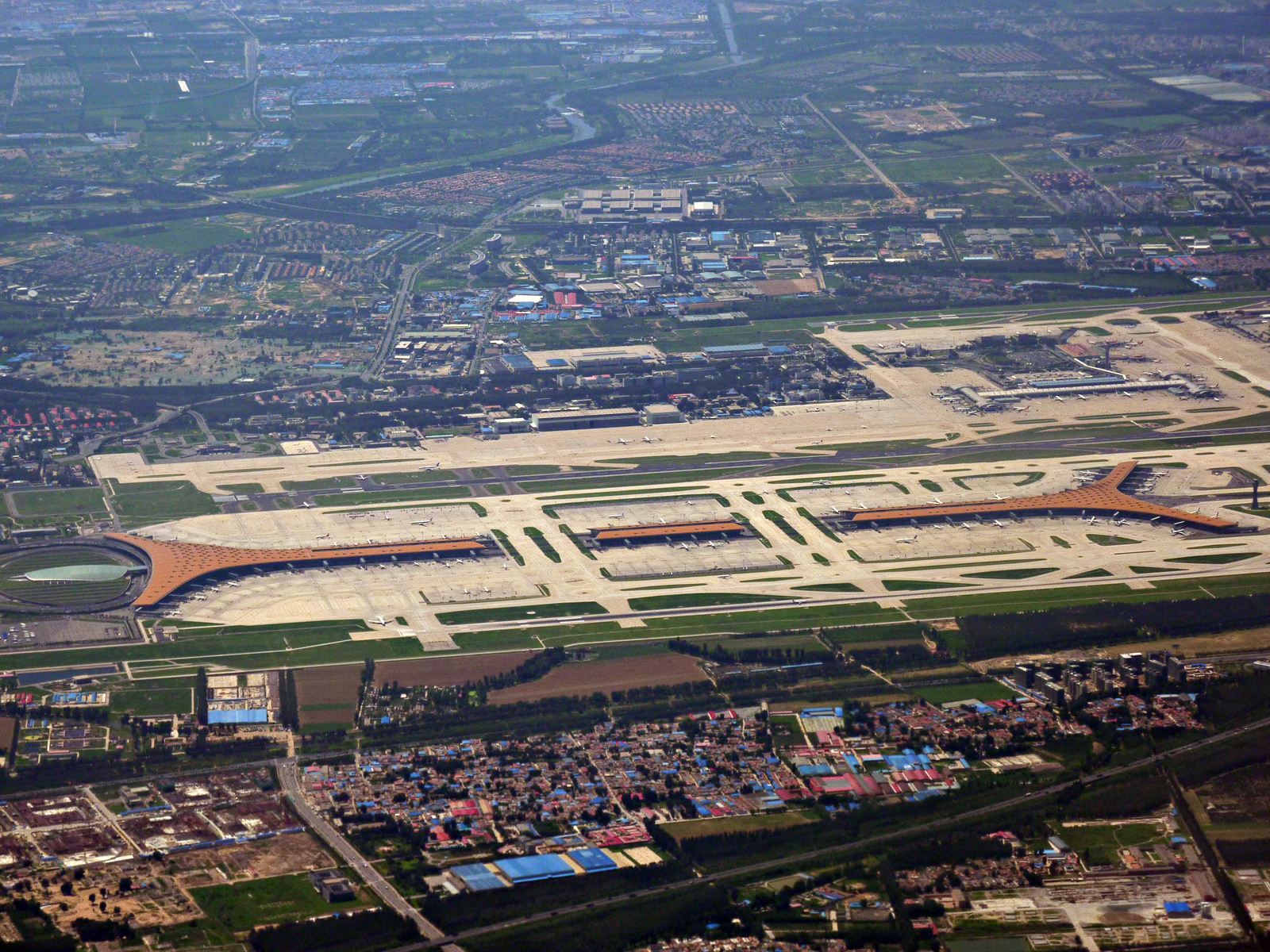
Luchtfoto van de terminals en banen
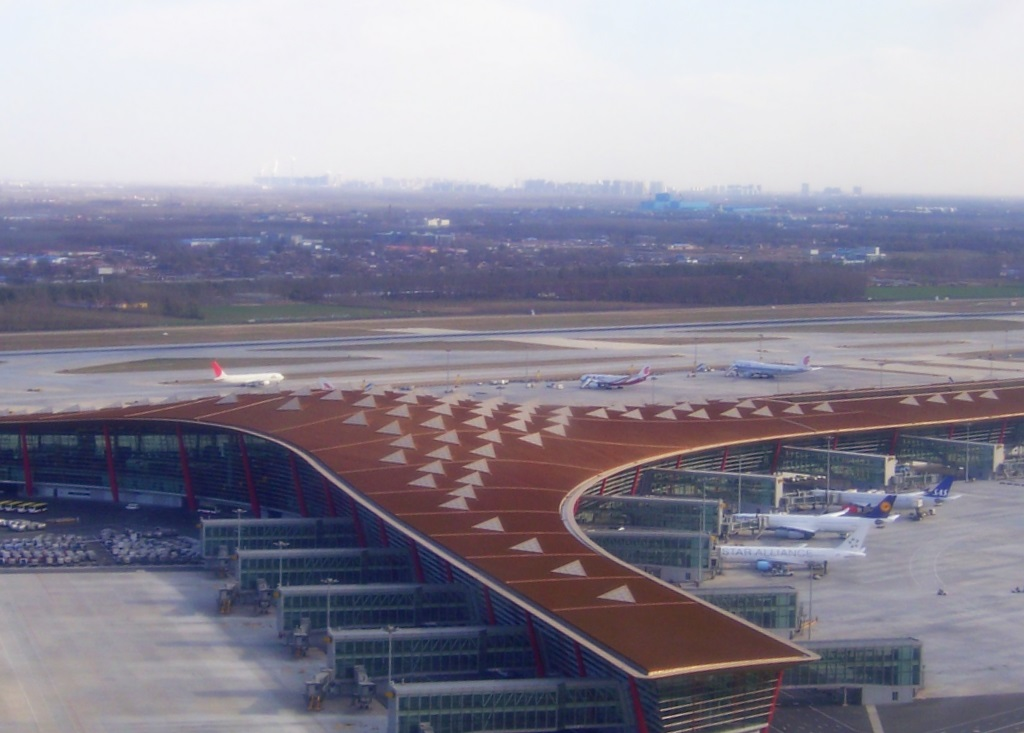
Buitenaanzicht van Terminal 3
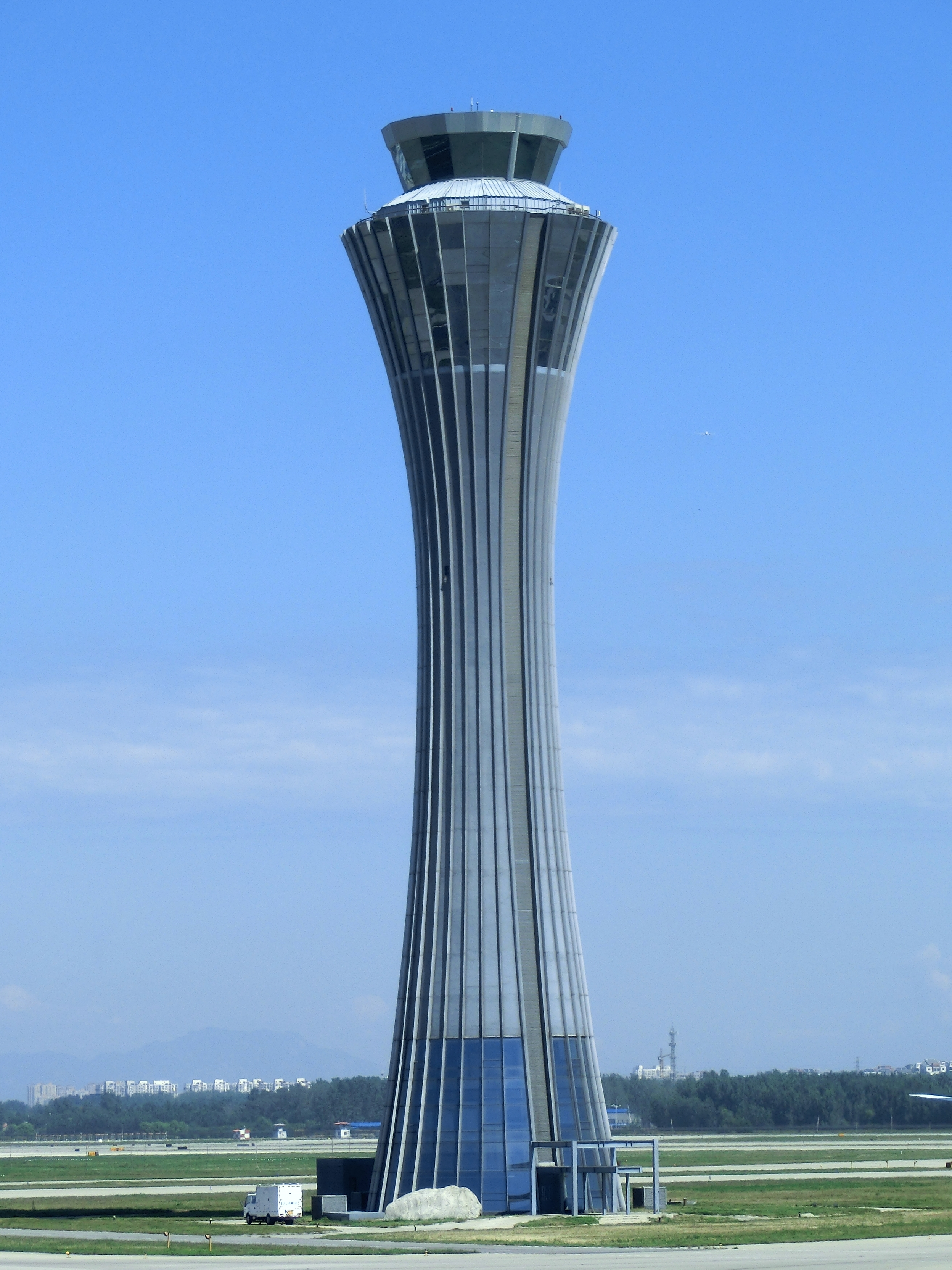
Verkeerstoren voor Terminal 3
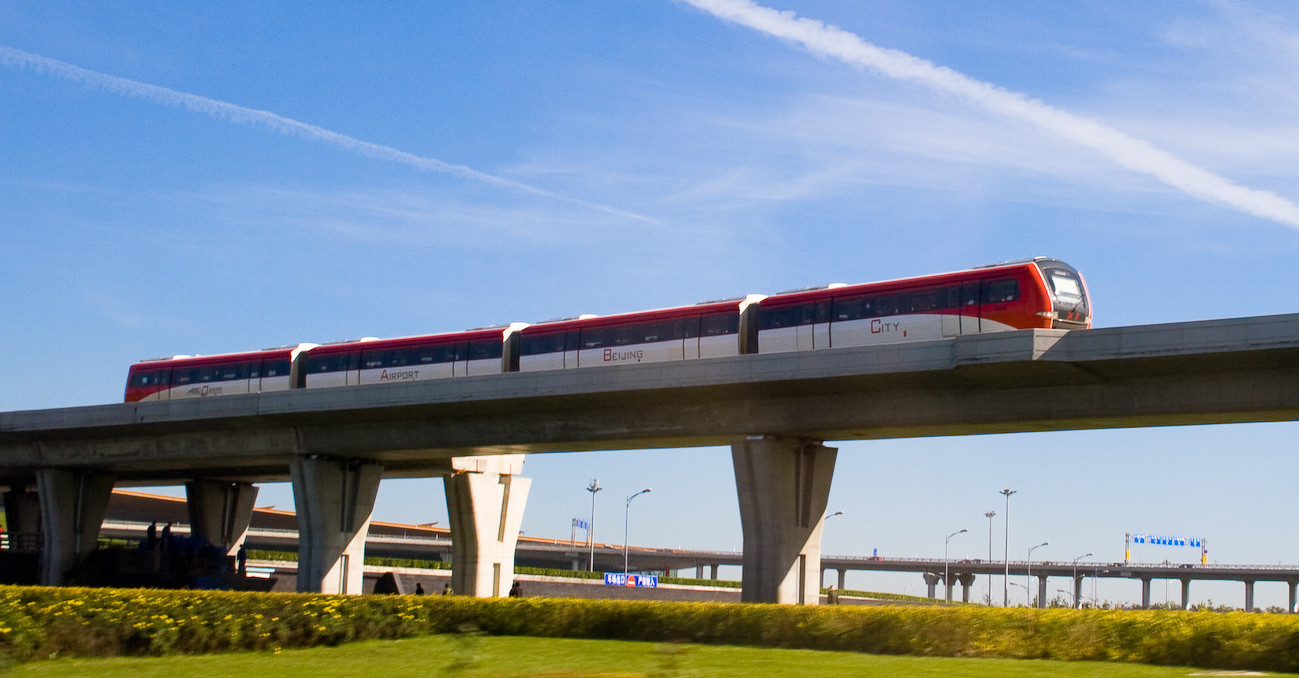
Treinverbinding tussen luchthaven en stad

## Nieuw vliegveld
Eind 2015 besloot de regering een nieuw vliegveld bij Peking aan te leggen omdat deze luchthaven de groei niet meer aankan. Vijf jaar later moest deze nieuwe luchthaven, Beijing Daxing International Airport, klaar zijn. De Netherlands Airport Consultants zijn betrokken bij het ontwerp. Het krijgt een initiële capaciteit van 72 miljoen passagiers per jaar, met een terminal van 700.000 m² en vier landingsbanen en vergt een investering van zo'n 10 miljard euro. Op langere termijn wordt gedacht aan bijkomende terminalcapaciteit, zeven landingsbanen en een capaciteit van 620.000 vluchten per jaar en 100 miljoen passagiers. Na opening van deze luchthaven - voorzien tegen einde 2019 - zou Peking Nanyuan gesloten worden voor burgerluchtvaart.